# Сергеевка (Белопольский район)
Сергеевка (укр. Сергіївка) — село,
Сергеевский сельский совет,
Белопольский район,
Сумская область,
Украина.
Код КОАТУУ — 5920687801. Население по переписи 2001 года составляло 308 человек .
Является административным центром Сергеевского сельского совета, в который, кроме того, входят сёла
Анновское,
Гезовка и
Николаевка-Терновская.

## Географическое положение
Село Сергеевка находится на левом берегу реки Локня, недалеко от её истоков,
ниже по течению на расстоянии в 1,5 км расположено село Иосипово.
На расстоянии в 1 км расположены сёла Павловское и Новопетровка.
Через  проходит автомобильная дорога Т-1917.
Рядом проходит железнодорожная ветка Белополье-Терны.

## Экономика
- ЧСП «Мир».

## Объекты социальной сферы
- Школа I-II ст.